# Театральна площа (Чернівці)
Театральна площа  — одна з центральних та найстаріших площ міста Чернівці.

## Історія
Два століття тому на цьому місці шумів густий ліс. 1800 року Чернівецька міська управа змушена була видати спеціальний циркуляр про організацію в цій місцевості облави на вовків. XIX ст. на недавній міській околиці, що стала гучно іменуватися площею Єлизавети, дислокувалися військові склади з провіантом. З повним розквітом торгівлі в стародавньому місті майдан «окупували» торгівці рибою. Непотамовний запах підказав і відповідну народну назву — Рибна площа, або як називали чернівецькі бюргери, Фішпляц. Згодом площа почала забудовуватися багатоповерховими кам'яницями. У повоєнний період, коли була остаточно завершена забудова площі виявилося, що будівля театру, яка колись домінувала на майдані, ніби розчинилася серед інших споруд. Тоді чернівецькі архітектори вирішили опустити середину майдану на 2,5 м, що надало всьому ансамблеві довершеності і оригінальності.
У наші дні в ансамблі площі з'явився ще один штрих — «алея зірок», де зібрано десятки славетних імен співаків і музикантів, які розпочинали своє сходження на велику сцену в Чернівцях. Вона була і досі залишається улюбленим місцем відпочинку молоді.

## Будівлі

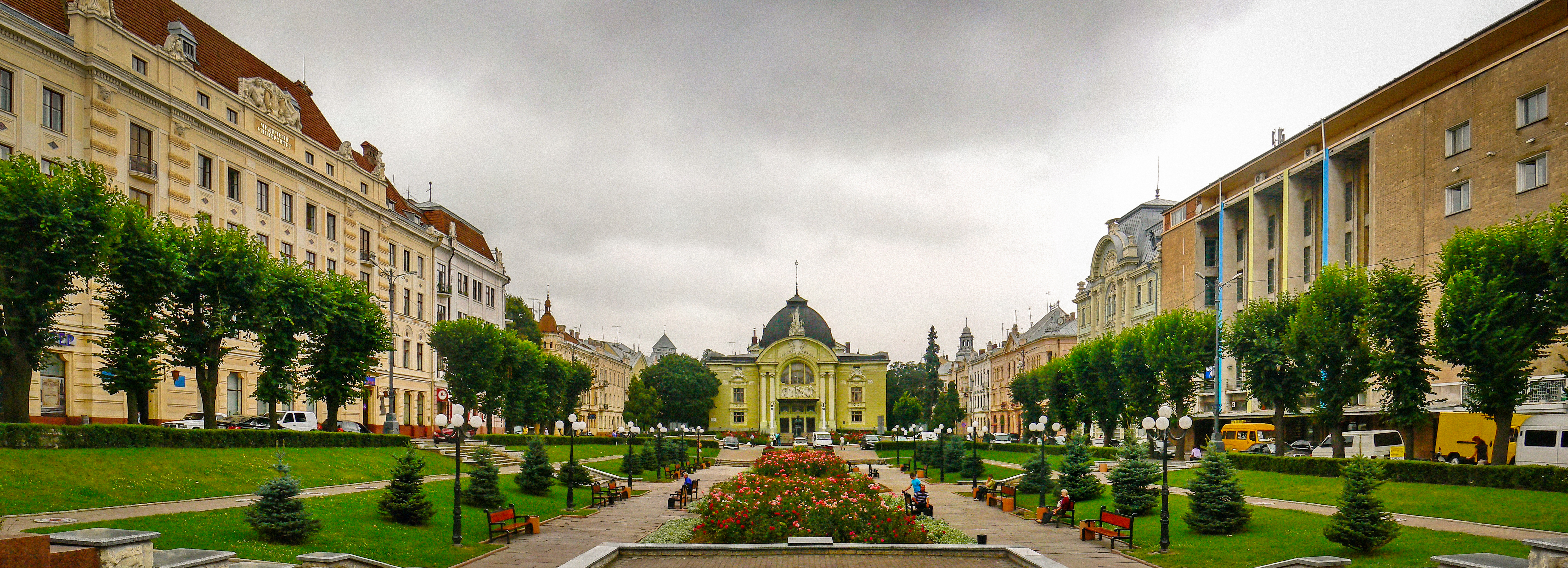
Театральна площа Чернівців

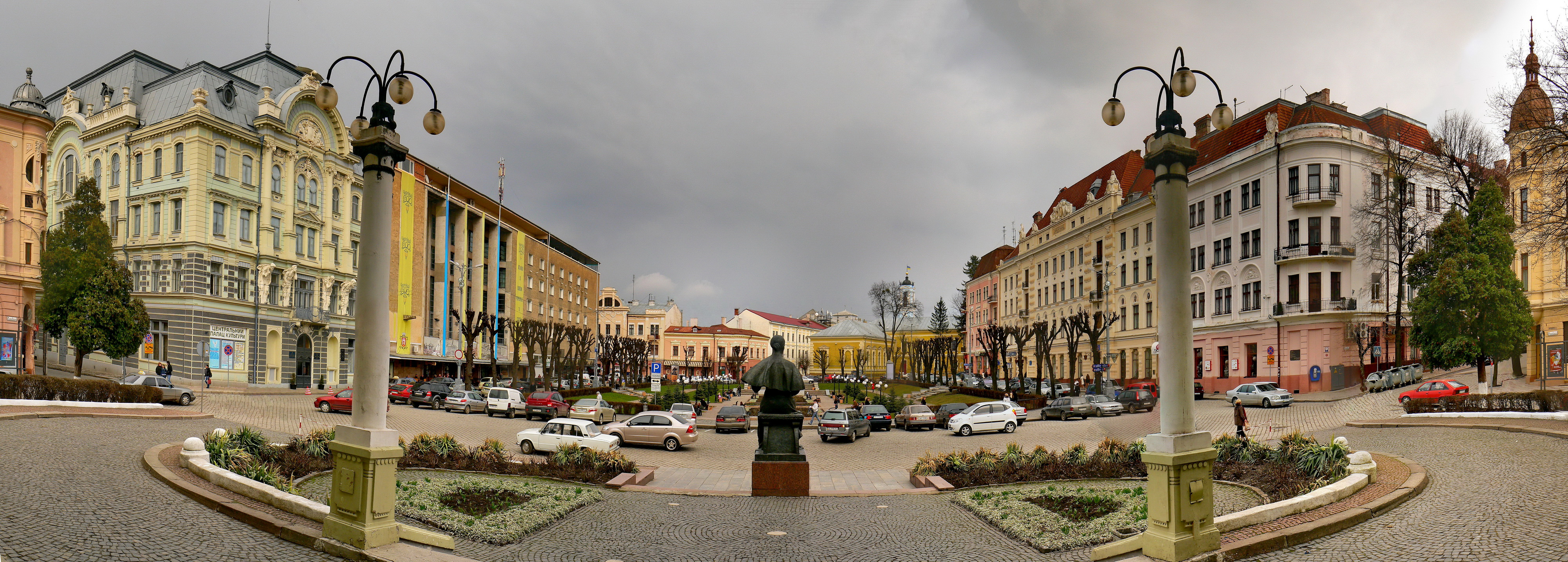
Театральна площа Чернівців

Театральна площа Чернівців (будівля БДМУ)

Театральна площа Чернівців (подалі зліва університет)

Найгарнішою спорудою цієї площі та Чернівців є Чернівецький театр імені Ольги Кобилянської.
«Чернівецький театр — то пам'ятник обізнаним з культурою чернівчанам, які понад усе боялись набути репутації провінції і палко прагнули ні в чому не поступатися шановному метрополю Відню». Так писав німецький письменник Георг Гайнцен.
Праворуч від театру розташований будинок колишнього Єврейського народного дому, споруджений у 1908 році у псевдобарокковському стилі за проектом львівського архітектора Тадеуша Левандовського. Поруч із ним стоїть пам'ятка архітектури епохи конструктивізму — колишній Румунський народний дім, збудований 1940 року за проектом Іона Нанеску. На протилежному боці, в оточенні двох будинків-близнюків, красується будинок торговельно-промислової палати, споруджений 1910 року в стилі модерн (зараз тут знаходиться адміністративний корпус Буковинського державного медичного університету).

## Пам'ятники

Пам'ятник Ользі Кобилянській

На площі знаходиться бронзова статуя Ольги Кобилянської, на честь якої і названий театр. Монумент українській письменниці встановлений 2 серпня 1980 року. Це другий пам'ятник письменниці, перший був споруджений 29 листопада 1963 р.
Пізніше по всьому периметру площі 2000 року була викладена своєрідна, за зразком голлівудської, «Алея зірок», з іменами відомих діячів культури Буковинського краю, зокрема, Назарія Яремчука, Василя Зінкевича.
Встановлену 2008 року до 600-річчя міста зірку Ані Лорак невідомі спочатку обмалювали фарбою, на ній написали ПТН-ПНХ. 29 чи 30 січня 2015 року зірку вирвали. Причина — Кароліна підтримувала зв'язки з антиукраїнським російським шоу-бізнесом під час російсько-української війни 2014 року..

## Світлини

Театральні каси
Панорамний вигляд
Вигляд з висоти пташиного польоту
Кутовий вигляд на площу
Чернівецький міський театр
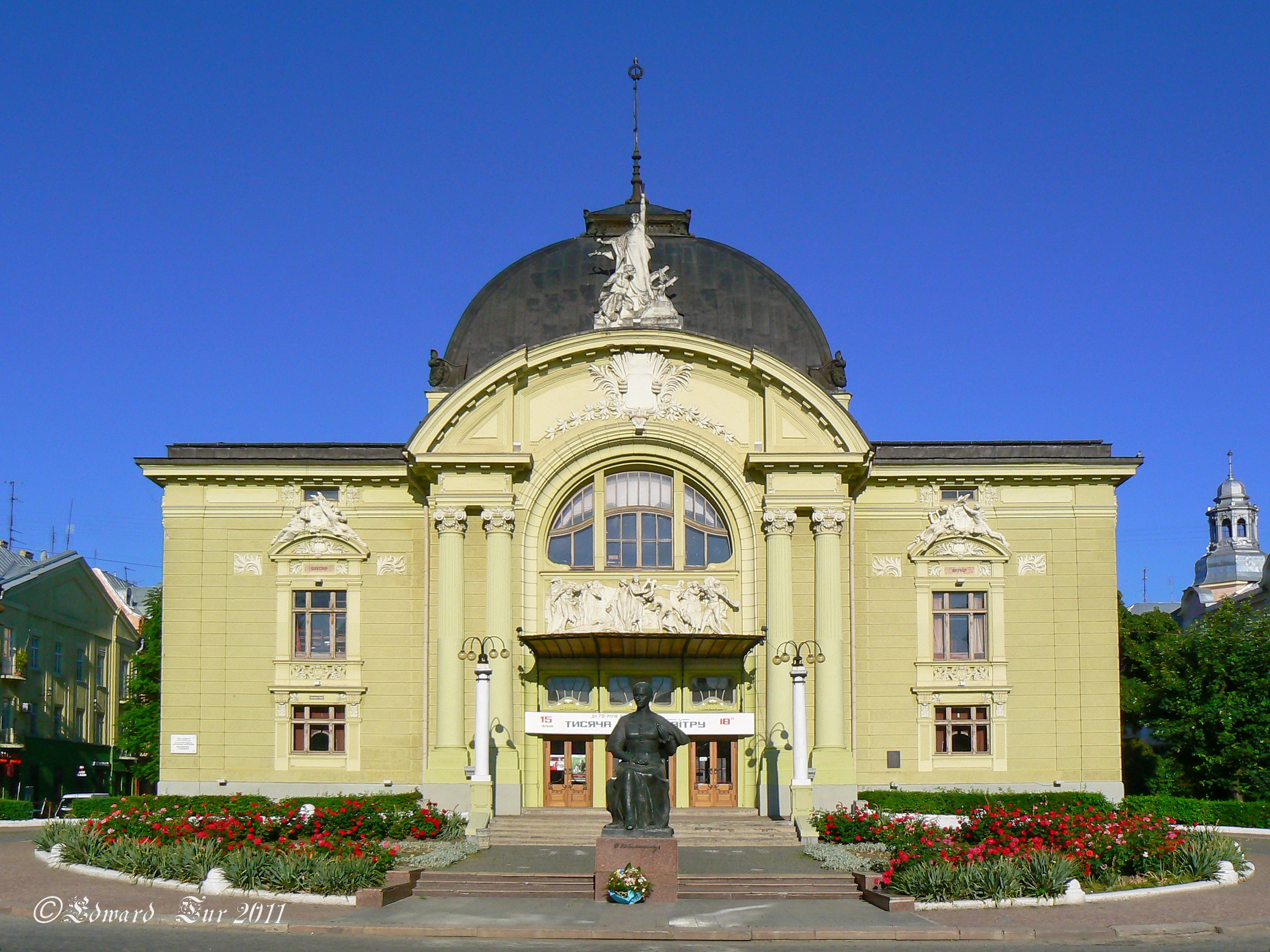
Театр та пам'ятник Ользі Кобилянській
Кутовий вигляд на музично-драматичний театр
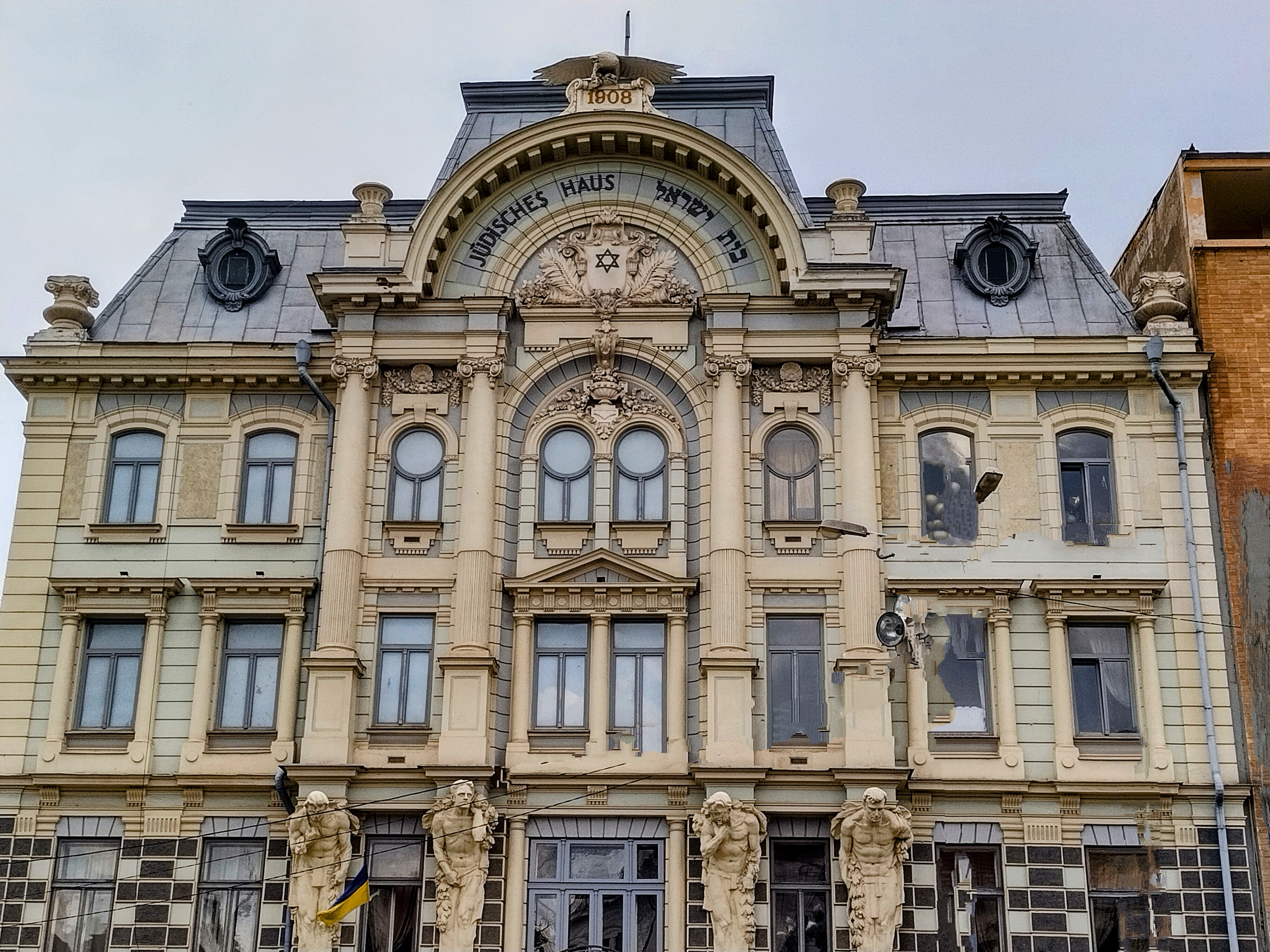
Єврейський Народний дім